# 布丽吉特·拉特里耶-戈丹
布丽吉特·拉特里耶-戈丹（法語：Brigitte Latrille-Gaudin，1958年4月15日—），法国女子击剑运动员。她曾代表法国参加1976年、1980年、1984年和1988年夏季奥林匹克运动会击剑比赛，共获得一枚金牌、一枚银牌和一枚铜牌。